# Intimate Connection
Albums de Kleeer
Taste the Music
(1982) Seekret
(1985)
Intimate Connection est le sixième album studio de Kleeer, sorti en 1984.
L'album s'est classé 49e au Top R&B/Hip-Hop Albums.

## Liste des titres
| No | Titre                   | Durée |
| -- | ----------------------- | ----- |
| 1. | Ride It                 | 5:40  |
| 2. | You Did It Again        | 4:30  |
| 3. | Go For It               | 5:03  |
| 4. | Intimate Connection     | 4:45  |
| 5. | Next Time It's For Real | 5:20  |
| 6. | Break                   | 5:00  |
| 7. | Tonight                 | 5:07  |
| 8. | Do You Want to?         | 4:18  |